# 520 Park Avenue
Le 520 Park Avenue est un gratte-ciel résidentiel américain de 238 mètres construit à New York entre 2015 et 2018. Il comporte 54 étages.